# The Ballad of John and Yoko
The Ballad of John and Yoko (с англ. — «Баллада о Джоне и Йоко») — песня группы The Beatles, написанная Джоном Ленноном (подпись Леннон/Маккартни). Песня была записана 14 апреля 1969 и рассказывает о событиях, связанных с браком Джона Леннона и Йоко Оно.

## Написание
Будучи написанной Ленноном во время его медового месяца в Париже, песня рассказывает историю его женитьбы на Оно в марте 1969 года и их публичной деятельности во время медового месяца, включая их «бед-ин» и демонстрацию «бэгизма».
14 апреля 1969 года, перед записью песни вечером, Леннон сыграл её Маккартни в его доме. Йоко Оно: «Пол знал, что люди плохо относились к Джону, и он просто хотел, чтобы он почувствовал себя лучше. Пол относился к нему очень по-братски».

## Запись
Песня была записана без Джорджа Харрисона (который был на отдыхе) и Ринго Старра (который снимался в фильме «Чудотворец»). В своей биографии Маккартни вспоминает, что Леннона внезапно посетило вдохновение для песни, и он предложил, что двое немедленно должны записать её, не дожидаясь возвращения Харрисона и Старра. Учитывая эту несколько необычную ситуацию, во время сессии звукозаписи Леннон и Маккартни перекидывались фразами типа:
Леннон (играя на гитаре): «Чуть быстрее, Ринго!»
Маккартни (играя на ударных): «Хорошо, Джордж!»
В интервью Барри Майлзу в «Many Years From» Пол сказал следующее: «Это очень хорошая песня; и меня всегда удивляло, что хотя мы играли вдвоём, она звучала как Beatles». Иного мнения придерживался Джордж Мартин: «Это был уже не битловский трек. Для них это был своего рода тонкий намёк на окончание. Джон всё равно уже мысленно покинул группу, и я думаю, что это было только начало всего этого».
Эта сессия также ознаменовала возвращение Джеффа Эмерика в качестве звукорежиссёра сессий «Битлов» после того, как он ушёл в связи с напряжённой записью альбома The Beatles.

### Участники записи
- Джон Леннон — основной вокал, соло-гитара, акустическая гитара, перкуссия
- Пол Маккартни — бэк-вокал, бас-гитара, ударные, фортепиано, маракас

## Восприятие
Песня была запрещена к ротации на нескольких радиостанциях США из-за слов «Христос» и «распять» в припеве: «Христос, знаешь, это совсем не просто / Уж ты-то знаешь, как тяжело может быть / Судя по тому, что сейчас происходит / Меня вот-вот распнут на кресте».
Испанское правительство при Франко возражало по поводу песни из-за её заявления: «Питер Браун позвонил, чтобы сказать: „В твоих силах всё сделать хорошо, ты можешь жениться на Гибралтаре, неподалёку от Испании“». Статус Гибралтара является темой длительных дебатов между Испанией и Великобританией.
Сингл стал семнадцатым для группы и последним «прижизненным», занявшим первое место в Великобритании; в США он достиг восьмого места. Спустя 54 года, в 2023 году, на 1-е место вышла песня «Now And Then», ставшая 18-м чарттоппером группы на её родине.
Посетив Джона Леннона и Йоко Оно во время их «бед-ина» в Монреале, карикатурист Эл Капп прямо спросил Леннона о значении текста песни. Их вспыльчивая речь позже вошла в документальный фильм «Представь себе: Джон Леннон», который вышел в 1988 году. Когда Капп уходил, Леннон спел импровизированную версию песни с немного иным, но всё же пророческим текстом: «Христос, знаешь, это совсем не просто / Уж ты-то знаешь, как тяжело может быть / Судя по тому, что сейчас происходит / Каппа вот-вот распнут на кресте».